# Velký Phatsby
Velký Phatsby (v anglickém originále The Great Phatsby) je 12. a 13. díl 28. řady (celkem 608. a 609.) amerického animovaného seriálu Simpsonovi. Scénář první části napsal Dan Greaney, scénář druhé části napsali Dan Greaney a Matt Selman. První část režíroval Chris Clements, druhou část Timothy Bailey. V tomto dílu pan Burns s Homerem narazí na rapera. Kvůli němu přijde o většinu majetku.
Jde o teprve druhý příběh Simpsonů na pokračování (prvním byl Kdo postřelil pana Burnse? z přelomu 6. a 7. řady). Při americké premiéře se vysílal dvojdíl dohromady jako díl dvojnásobné délky, při uvedení v Česku byla odvysílána verze rozdělená do dvou oddělených a samostatně pojmenovaných dílů, a aby na sebe tyto dva díly navazovaly, byl překročen jeden díl. Tento dvojdíl se skládá z dílů Velký Phatsby 1/2: Zrada a Velký Phatsby 2/2: Pomsta.

## Děj

### Velký Phatsby 1/2: Zrada
Pan Burns pořádá večírek, který se moc nepovedl, ale s Homerem uslyší hudbu, která vychází naproti. Tam narazí na rapera. Díl je rozdělen Zrada–Pomsta. Burns dostane od rapera kreditní kartu. Ta ho připraví o vše – o elektrárnu i o sídlo. Jen ne o rodinnou hrobku, kde Homer Burnse najde, a o Smitherse, který jel do Kanady pro led. Spolu s Homerem se Burnsovi vše vrátí. Proč ale Burnse raper okradl? Když byl pan Burns malý, napsal knihu, podle které se raper řídil. Kniha uvádí, že má první člověka oklamat láskou a dobrým laskavým chováním a pak ho smazat a o vše okrást.

### Velký Phatsby 2/2: Pomsta
Zde Homer Burnsovi pomůže zpět získat to, co měl. Marge zavře obchod, který si v první části otevře. Raper vše vysvětlí Burnsovou knihou. Vše bude odpuštěno a pan Burns bude opět miliardář.